# Le Téléjournal
Le Téléjournal est le nom donné aux principaux bulletins d'information de la télévision de Radio-Canada et de RDI. « Le Téléjournal » (en soi) a été utilisé depuis 1954 comme le titre du bulletin phare du réseau, produit à Montréal (Québec) et considéré comme l'homologue en langue française du bulletin du réseau anglais CBC, The National.
D'autres bulletins de nouvelles locales et nationales diffusés sur Radio-Canada ont adopté des variantes du titre Le Téléjournal au début des années 2000. Les bulletins de nouvelles locales des stations Radio-Canada, anciennement connue sous le nom Ce Soir, ont aussi été renommés Le Téléjournal suivi par le nom de la ville ou la région, p. ex. Le Téléjournal Grand Montréal 18 h sur CBFT, à Montréal.
Le bulletin de midi du réseau, auparavant Le Midi puis L'heure du midi, a aussi été renommé Le Téléjournal Midi au début des années 2000. En 2006, le bulletin de nouvelles du petit-déjeuner, Matin Express, a été rebaptisé RDI Matin avec une portion diffusée sur Radio-Canada et RDI intitulée Le Téléjournal Matin (plus tard remplacé par une diffusion en simultanée de RDI matin). La diffusion matinale d'un bulletin d'informations sur la première chaîne n'existe plus depuis 2014.
Dans les années 90, FR3 (aujourd'hui France 3) diffusait le Téléjournal de Radio-Canada tous les matins vers 7h30.

## À la Télévision de Radio-Canada
Deux éditions nationales du Téléjournal sont diffusées à l'antenne de la Télévision de Radio-Canada. Ces éditions sont produites depuis Centre de l'information de la Maison Radio-Canada à Montréal, Québec.

### Éditions nationales

#### LeTéléjournal Midi
Le Téléjournal Midi, présenté par Geneviève Asselin est diffusé de 12h00 jusqu'à 12h30 en simultané à Radio-Canada et RDI.

#### LeTéléjournal 22 h
Le Téléjournal national, connu sous son nom officiel Le Téléjournal, et appelé Téléjournal 22 h en comparaison au Téléjournal 18 h, est le bulletin phare de la télévision de Radio-Canada. Il est présenté par Céline Galipeau du lundi au jeudi pour une durée de 47 minutes et les fins de semaine pour une durée de 29 minutes.
Il est rediffusé à 23h00 à RDI, et à 07h00 (heure de Paris) sur la chaîne internationale francophone TV5 Monde.
Le Téléjournal compte sur une vaste équipe de journalistes et de correspondants.

##### Correspondants à l'étranger
- Azeb Wolde-Giorghis et Frédéric Arnould  à Washington
- Marie-Eve Bédard et Raphaël Bouvier-Auclair à Paris
- Tamara Alteresco à Moscou
- Philippe Leblanc à Pékin

##### Correspondants parlementaires à Ottawa
- Daniel Thibeault
- Marc Godbout
- Louis Blouin
- Christian Noël
- Laurence Martin
- Madeleine Blais-Morin

##### Correspondants parlementaires à Québec
- Sébastien Bovet
- Véronique Prince
- Valérie Gamache
- Hugo Lavallée

##### Reporters nationaux
- Yasmine Mehdi à Toronto
- Mathieu Gohier à Edmonton

### Éditions locales
Le Téléjournal est décliné en versions locales, diffusées à 18 heures, et rediffusées (selon les stations) à 23 heures. La composition du nom du bulletin reste la même d'une région à l'autre : « Le Téléjournal + nom de la région ou province » ; à l'exception du bulletin du Grand Montréal, diffusé sous le nom du Le Téléjournal 18h.
En plus du contenu, la forme varie également d'un Téléjournal local à l'autre : ainsi, le Téléjournal 18 h contient des segments consacrées à l'économie (avec Gérald Fillion), à la culture (avec Mélanye Boissonneault), et aux sports.
Au 1er juillet 2011, il existe 14 éditions locales et régionales du Téléjournal.

#### AuQuébec
- Le Téléjournal Grand Montréal 18 h (anciennement Le Téléjournal 18 h)
- Le Téléjournal-Québec
- Le Téléjournal-Est du Québec
- Le Téléjournal-Estrie
- Le Téléjournal-Mauricie
- Le Téléjournal Saguenay–Lac-St-Jean

#### AuQuébecetOntario
- Le Téléjournal Ottawa-Gatineau

#### EnOntario
- Le Téléjournal-Ontario

#### Dans l'Est canadien
- Le Téléjournal-Acadie

#### Dans lesprovinces de l'Ouest
- Le Téléjournal-Colombie-Britannique
- Le Téléjournal-Alberta
- Le Téléjournal Saskatchewan
- Le Téléjournal-Manitoba

À l'origine, les éditions locales se nommaient « nom de la région + ce soir » (par exemple : Montréal ce soir).